# شعب مرتح (السياني)
شعب مرتح محلة تابعة لقرية مرعة، التابعة لعزلة النقيلين بمديرية السياني إحدى مديريات محافظة إب في الجمهورية اليمنية.، بلغ تعداد سكانها 89 حسب تعداد اليمن لعام 2004.